# Far from Home: The Adventures of Yellow Dog
Far from Home: The Adventures of Yellow Dog (bra Amigos para Sempre) é um filme estadunidense de 1995, do gênero aventura, dirigido e escrito por Phillip Borsos e estrelado por Mimi Rogers, Bruce Davison, Jesse Bradford e Tom Bower.
Este é o último filme dirigido por Phillip Borsos.[carece de fontes?]

## Sinopse
Angus tem 14 anos e vive com seus pais e seu labrador, até que ele se perde numa região inóspita e conta apenas com seu cão para encontrar o caminho para casa.